# Bryonorrisia acutifolia
Bryonorrisia acutifolia är en bladmossart som beskrevs av Johannes Enroth 1991. Bryonorrisia acutifolia ingår i släktet Bryonorrisia och familjen Leskeaceae. Inga underarter finns listade i Catalogue of Life.